# Pozsgay József
Pozsgay József, névváltozata: Pozsgai József (Egyed, 1906. szeptember 17. – Budapest, 1975. november 24.) magyar fül-orr-gégész, sebész.

## Élete
A Sopron vármegyei Egyeden született sokgyermekes középparaszt család legkisebb gyermekeként. Szülei Pozsgai József és Fülesi Mária voltak. Nagybátyja Pozsgay Rezső (1884–1939) piarista tanár
A budapesti Pázmány Péter Tudományegyetem Orvostudományi Karán 1932. december 17-én avatták orvosdoktorrá. Először Kecskemétre került Szily főorvos nőgyógyászati osztályára. 1934-ben kinevezték a budapesti Szent István Kórház sebészeti osztályának segédorvosává, majd a kórház fül-orr-gégészeti osztályán dolgozott. 1940-ben megszerezte a fül-, orr-, gégeszakorvosi képesítést. 1940-ben az Apponyi Albert Poliklinikán Germán Tibor alorvosa lett. A professzor egyetemi nyilvános rendes tanári kinevezése után továbbra is a Poliklinikán maradt, Alföldy Jenő adjunktusaként. Innen került át 1957-ben a Kútvölgyi úti Állami Kórház osztályvezető főorvosának, és itt dolgozott 1972-ig, nyugdíjazásáig. 
Nevéhez fűződik a Hinsberg-féle ozaenaműtét gyakorlati tökéletesítése, melyet világszerte az ő módosításaival végeznek.
Tagja volt 1958 és 1975 között a Fül- orr- gégegyógyászat című folyóirat szerkesztőbizottságának.
A budapesti Farkasréti temetőben nyugszik (35-6-25)

### Családja
1943. július 3-án Budapesten házasságot kötött Pintér Margittal  (1919–1967), az Operaház balettkarának tagjával. Esküvői tanúik Germán Tibor és Harangozó Gyula voltak. 1959-ben elváltak.

## Művei
- Füleredetű kisagytályogos alsóvégtag paresissel. (Orvosképzés, 1943, 4.)
- Módosított Hinsberg ozéna-műtét. (Fül-orr-gégegyógyászat, 1958)
- A recurrens-bénulás konzervatív kezelése. Heckenast Ottóval, Vincze Lászlóval. (Fül-orr-gégegyógyászat, 1965)
- A ranula gyógyításának új útja. Heckenast Ottóval. (Fogorvosi Szemle, 1967, 3.)
- Az exsudativ otitisek sugártherápiája. Heckenast Ottóval, Vajda Dezsővel. (Fül-orr-gégegyógyászat, 1970)
- A heveny középfülgyulladás modern szemlélete és korszerű kezelése otitis anyagunk alapján. Heckenast Ottóval, Miriszlai Ernővel és Csapó Sándorral. (Orvosi Hetilap, 1970, 26.)